# وينستون إي. سكوت
وينستون. إي سكوت (بالإنجليزية: Winston E. Scott)‏ (وُلد في السادس من شهر أغسطس عام 1950) هو عقيد متقاعد في البحرية الأمريكية ورائد فضاء سابق لدى وكالة ناسا. عمل سكوت أخصائيًا في رحلتي الفضاء STS–72 عام 1996 وSTS–87 عام 1997، فأمضى 24 يومًا و14 ساعة و34 دقيقة في الفضاء، وسار في الفضاء 19 ساعة و26 دقيقة. كان سكوت طيارًا في البحرية أيضًا، وحلّق في المروحيات والطائرات البحرية.

## تعليمه
درس سكوت في ثانوية جورج واشنطن كارفر العليا، حتى حصل اندماج في مدارس مقاطعة ميامي ديد، ثم درس في ثانوية كورال غيبلس العليا والتي تخرج منها عام 1968. كان سكوت عضوًا في فرقة ثانوية غيبلس، واعتُبر حينها واحدًا من أفضل عازفي البوق في المدرسة. حصل سكوت على درجة بكالوريوس في الفنون باختصاص الموسيقا من جامعة ولاية فلوريدا عام 1972، ودرجة ماجستير في العلوم باختصاص هندسة الطيران والفضاء الجوي من مدرسة البحرية الأمريكية للدراسات العليا عام 1980.

## خبرته
التحق سكوت بمدرسة تلاميذ ضباط بحرية الطيران بعدما تخرج من جامعة ولاية فلوريدا في شهر ديسمبر عام 1972. أكمل تدريبات الطيران على الطائرات ذات الأجنحة الثابتة والدوارة، وأصبح طيارًا بحريًا في شهر أغسطس من عام 1974. خدم بعدها على متن مروحية HSL–33 المضادة للغواصات في قاعدة نورث آيلاند البحرية الجوية في ولاية كاليفورنيا، فحلّق على متن المروحية المجوقلة الخفيفة ذات النظام متعدد الأهداف.
في عام 1978، اختُير سكوت لإكمال دراسته في المدرسة البحرية للدراسات العليا في مونتيري بولاية كاليفورنيا، فحصل هناك على شهادة ماستر في العلوم باختصاص هندسة الطيران وإلكترونيات الطيران.
بعدما أكمل تدريبه على الطائرات النفاثة باستخدام طائرة إيه–4 سكاي هوك، قضى مدة من الخدمة على متن أسطول المقاتلات 84 في قاعدة أوشيانا البحرية الجوية في ولاية فرجينيا، فحلّق على متن المقاتلة إف–14 توم كات. في شهر يونيو من عام 1986، نُصب ضابط خدمة هندسة الطيران. عمل أيضًا طيار تجربة عند الإنتاج في مستودع الطيران البحري في قاعدة جاكسونفيل الجوية البحرية بولاية فلوريدا، فحلّق على متن طائرتي إف/إيه–18 هورنت وإيه–7 كورسير. خدم سكوت أيضًا في منصب مدير قسم دعم المنتجات. شغل بعد ذلك منصب نائب مدير قسم أنظمة الطائرات التعبوية في مركز تنمية القوات الجوية البحرية في وارمنستر بولاية بينسلفانيا. بصفته طيار مشروع الأبحاث والتنمية، حلّق على متن طائرات إف–14 وإف/إيه–18 وإيه–7 كورسير 2.
كان مجموع زمن التحليق الذي أجراه سكوت يزيد عن 5000 ساعة على متن 20 طائرة مدنية وعسكرية مختلفة، وأكثر من 200 عملية هبوط على ظهر السفينة.
بالإضافة لما سبق، عمل سكوت مدربًا مشتركًا للهندسة الإلكترونية في جامعة فلوريدا الزراعية والميكانيكية وجامعة ولاية فلوريدا في جاكسونفيل.

## مسيرته لدى وكالة ناسا
اختير سكوت من طرف وكالة ناسا في شهر أبريل من عام 1992، ثم نُقل إلى مركز لندون بي جونسون للفضاء في شهر أغسطس من عام 1992. خدم بصفته أخصائي بعثات على متن رحلة STS–72 عام 1996 ورحلة STS–87 عام 1997، واستمر في الفضاء لـ 24 يوم و14 ساعة و34 دقيقة، أجرى خلال تلك المدة نشاطات خارج المركبة لـ 19 ساعة و26 دقيقة.
تقاعد سكوت من وكالة ناسا والبحرية الأمريكية في نهاية شهر سبمتبر عام 1999 ليقبل منصبًا في مدرسته الأم، جامعة ولاية فلوريدا، وهو منصب نائب الرئيس لشؤون الطلاب. عمل بعدها في منصب المدير التنفيذي لوكالة فضاء فلوريدا.
والكلية البحرية للدراسات العليا.